# Pfarrkirche Turnau

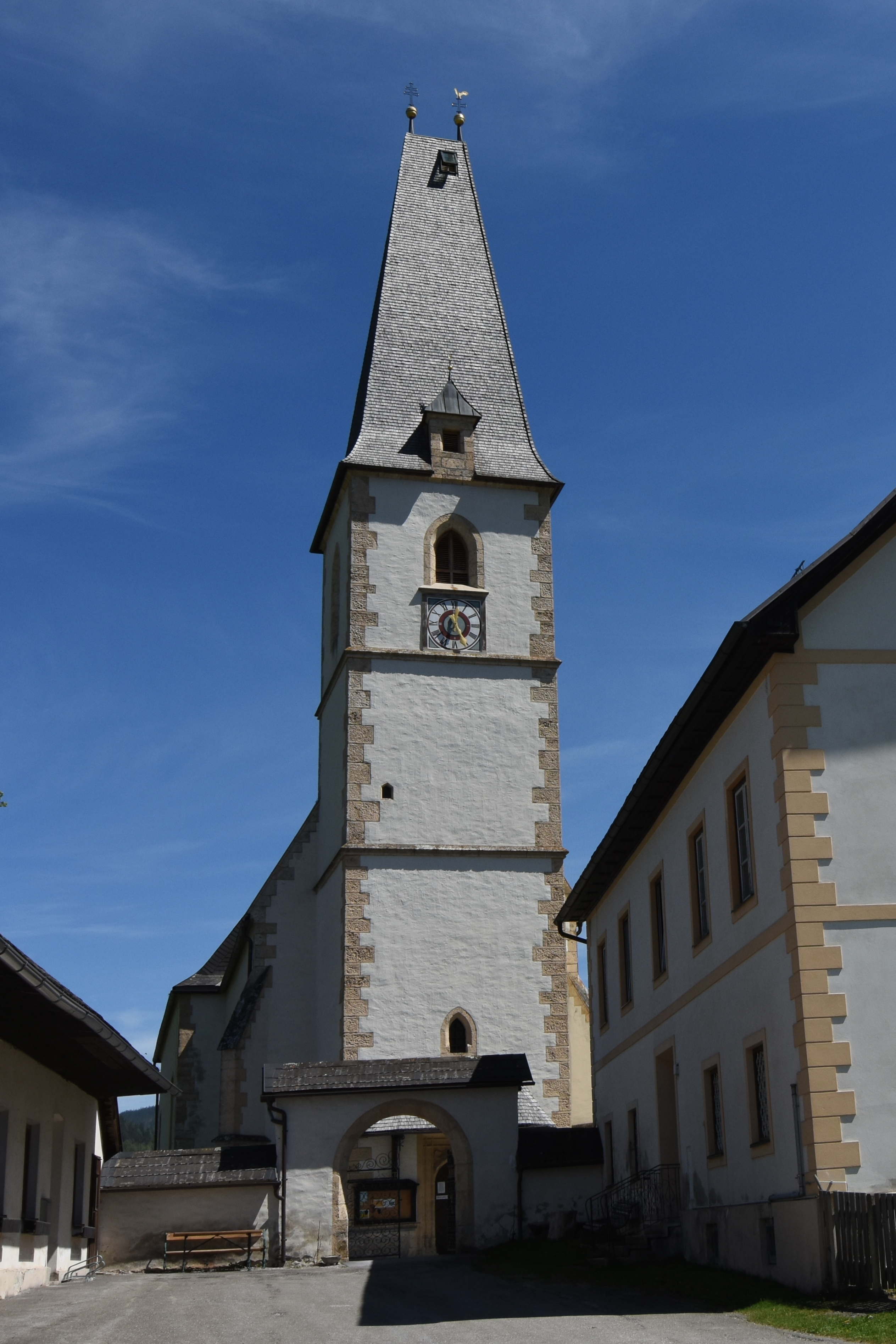
Katholische Pfarrkirche hl. Jakobus der Ältere in Sankt Lorenzen im Mürztal

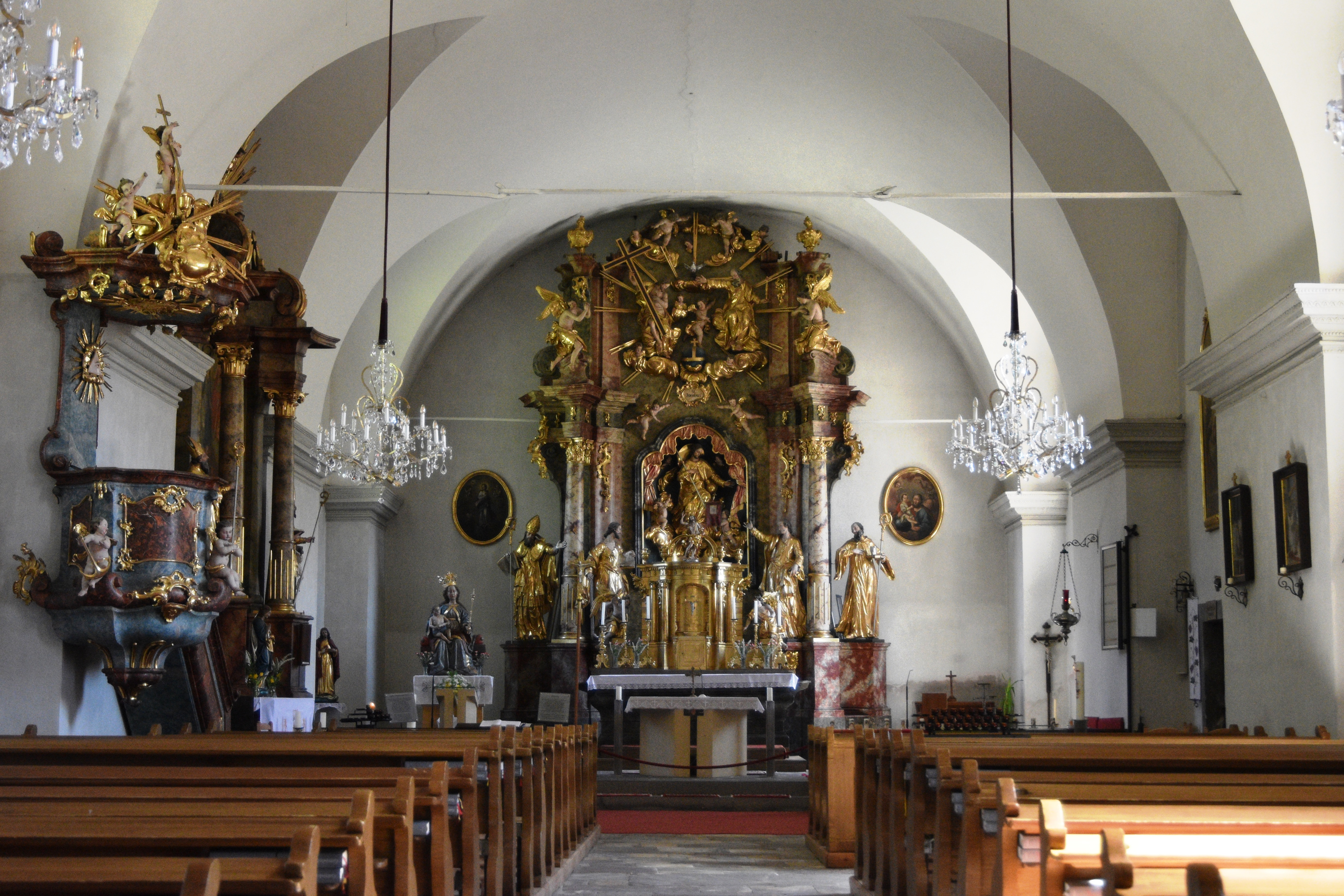
Langhaus, Blick zum Chor, Kanzel und Hochaltar

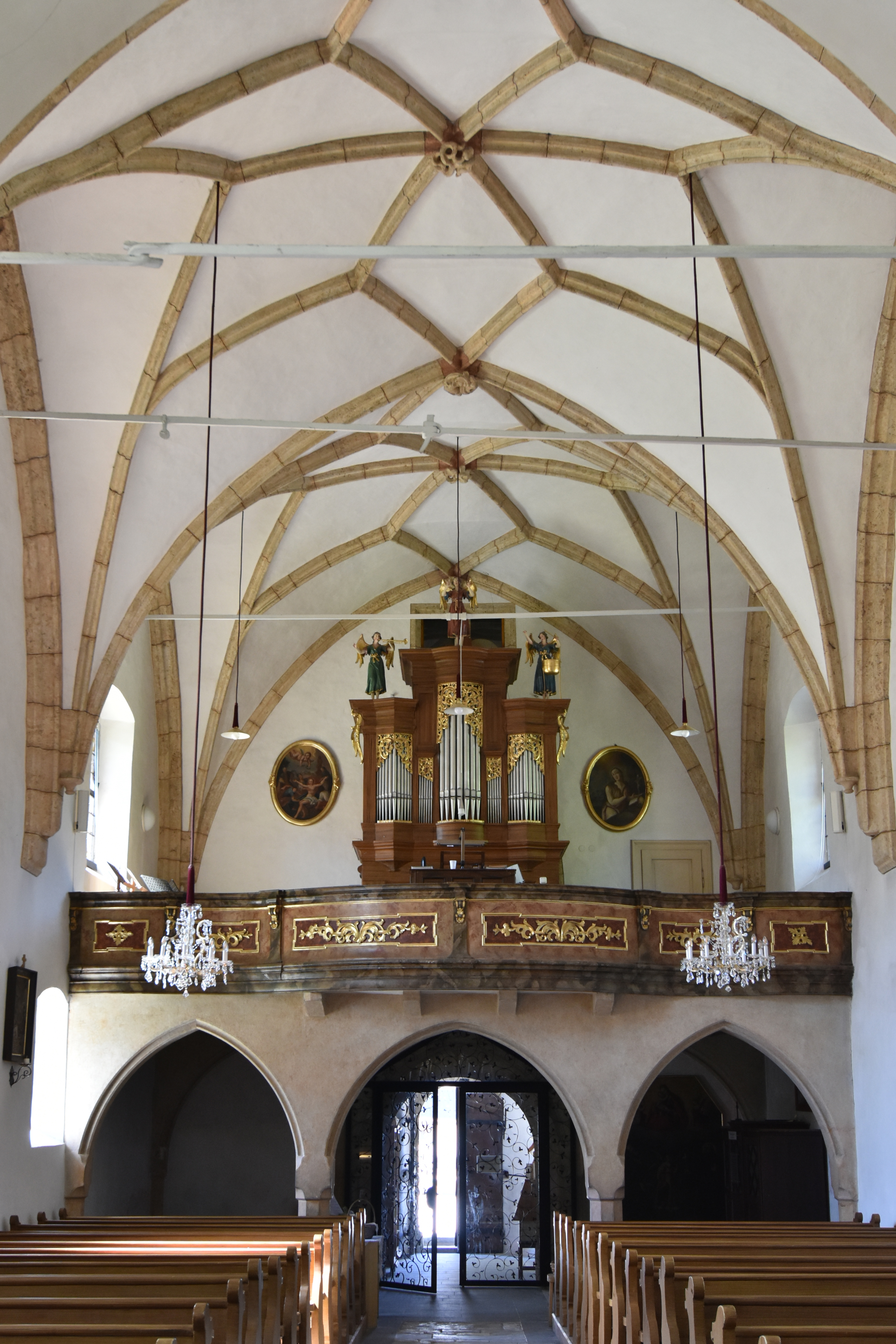
Langhaus, Blick zur Empore

Die Pfarrkirche Turnau steht in der Marktgemeinde Turnau im Bezirk Bruck-Mürzzuschlag in der Steiermark. Die dem Patrozinium hl. Jakobus der Ältere unterstellte römisch-katholische Pfarrkirche gehört zum Seelsorgeraum Kapfenberg St. Oswald (ehemals Dekanat Bruck an der Mur) in der Diözese Graz-Seckau. Die Kirche steht unter Denkmalschutz (Listeneintrag).

## Geschichte
Urkundlich wurde 1387 eine Kirche genannt. Anfangs eine Filiale von Pfarrkirche Aflenz wurde die Kirche 1786 zur Pfarrkirche erhoben. Bis 1958 war die Kirche dem Stift St. Lambrecht inkorporiert. 1913 und 1953 waren Restaurierungen.

## Architektur
Die Kirche zeigt im Westen übereck gestellte spätgotische Strebepfeiler. Der spätgotische dreigeschoßige Westturm mit Traufgesimsen trägt ein hoches Keildach. Das rechteckige verstäbte Westportal mit einem eingeschriebenen Kielbogen zeigt einen Christuskopf und zwei Wappenschilde. Die barocke Sakristei ist südlich des Chores angebaut. Außen an der Langhaussüdwand zeigen sich Reste eines Freskos Christus mit Aposteln aus dem 14. Jahrhundert. Es gibt ein Fresko Christophorus um 1520/1530.
Das im Kern romanische Langhaus, ursprünglich unter einer Flachdecke, wurde im Anfang des 16. Jahrhunderts mit einem zweijochigen Sternrippengewölbe teils mit gekurvten Rippen und runden Schlusssteinen eingewölbt. In der südlichen Langhausmauer zeigen sich noch Reste eines romanischen Portales. Die Fenster sind barockisiert. Die dreiachsige Westempore hat eine vorschwingende Brüstung.
Der breitere dreijochige Chor aus 1646 mit einem geraden Schluss zeigt ein Stichkappentonnengewölbe auf breiten Wandpfeilern mit Gesimskapitellen und Eierstab-Stuckleisten.

## Ausstattung
Der Rokoko-Hochaltar mit einem freistehenden Tabernakel entstand um 1760/1770, die Statuen stehen der Werkstatt Veit Königer nahe. Der zeitgleiche Seitenaltar zeigt das Altarbild Maria als Fürbitterin der Armen Seelen, Rosenkranz und Skapulier reichend, gemalt von Josef Adam Mölck.
Ein Votivbild Hll. Maria und Antonius von Padua von 1693 wurde 1954 restauriert. Ein Bild Hll. Laurentius von Brindisi und Franz von Assisi vor der Madonna entstand im 17. Jahrhundert.

## Grabdenkmäler
Es gibt Grabdenkmäler aus Mariazeller Eisenguss: Juliane Kammerhofer gestorben 1829 und Grabplatte Anton Kammerhofer gestorben 1835.